# 山形市立第一中学校
山形市立第一中学校（やまがたしりつ だいいちちゅうがっこう、Yamagata Civic 1st Junior High School）は、山形県山形市にある公立中学校。略称は「山一中」（やまいっちゅう）、山形市内では「一中」とも呼ばれている。校名には「第一」が付くが、他校との統合による新設があったため、山形二中より創立年が新しい。

## 概要
県庁近くに位置している。山形自動車道山形蔵王ICから県庁方面に行けば、必ず目にする中学校である。大半の生徒は山形一小(一部)、山形五小、山形八小、東沢小出身者。

## 学区
山形市内第一学区（国道112号以東）、第五地区、第八地区、東沢地区。西部は七日町商店街から東部は宮城県境までが学区となっており、市内の市立中学校での学区面積は最大を誇る。

## 沿革
- 1979年（昭和54年）
  - 4月 - 旧山形市立第一中学校と山形市立東沢中学校が統合し、新設校として発足。
  - 6月 - グラウンド・プール完成
- 1989年（平成元年）11月 - 創立10周年記念式典,ならびに「希望の鐘」を設置
- 1991年（平成3年）3月 - 柔剣道場完成
- 1999年（平成11年）11月 - 創立20周年記念式典、ならびに「時計塔」を設置
- 2010年（平成22年）11月 - 創立30周年記念式典、ならびに「希望の灯」を設置
- 2019年（令和元年）11月 ‐ 創立40周年記念式典

※希望の鐘・・・同校で月曜から金曜（土曜授業の日もあり）の朝8時10分ごろに創立年の数だけ鳴らす鐘。毎日生徒に当番が2・3人ほどに回り鳴らす。現在設置されている希望の鐘は2代目であり、初代の希望の鐘は2階の多目的教室に展示されている。

## 校章
周囲の四稜は、生き生きとしたそしてみずみずしい松の葉と、個性豊かに重厚に、更に連帯感を持って東方にそびえる奥羽連峰を象徴している。

## 学校舎構成
本校は4階まで設立されているが、特別支援学級を含め、各学年の学級の教室は3階までしかなく、4階は、理科室や音楽室、被服室に調理室など、幅広く授業で扱える特別教室がある。
同学校は校舎と武道場が分離されているが、それほど遠くはなく、学校敷地内のど真ん中に設置されている。
さらに、2018年の8月から11月にかけて、全教室にエアコンが設置されて以前の空間より過ごしやすくなった。

## 部活動
山形県で唯一「ラグビー部」と「ラグビー場」が設置されており、県で唯一ということで公式大会はいきなり東北大会に出場できる学校であり山形県中学生で「ラグビーがしたいから。」と学区外から通学する生徒も少なくない。
2016年度からは全校朝会（集会）が前年度より大幅に減少したため、大会などの表彰は直接表彰状をもらうことはなく、昼の校内放送で結果のみ報告される形に変更された。

### 過去の好戦績
- 1997年 - 女子バスケットボール部が全国中学校バスケットボール大会にて準優勝。
- 2014年 - 男子駅伝部（一時的に結成される部）が東北地方駅伝大会に出場。
- 2016年 - 男子駅伝部が東北大会にて優勝。
- 2016年 - 男子駅伝部が全国駅伝大会に出場。結果は14位であった。

## 企画・行事・文化
一中いのちの日
山形一中は月に一回「いのち」について考える活動がある。（始業・終業式の）学校長の話・教員の読み聞かせ・奉仕活動など、「いのちについて」考える活動は様々である。このいのちの日では命のマークと呼ばれるマークがありこれは当時3年生の女子生徒と美術科教員によって考えられた。　
一中生の誓い
2015年度に「一中いのちの日」をより意識するようにと、生徒会によって公布された誓い。第一条は「いじめるような言動・行動はしてはならない」。第二条は「仲間とのつながりを大事にし、良き言葉・行動を一中全体に響き渡らせる」という内容。
ファーストフェスティバル（略称FF）
山形一中で行われる体育、文化的行事の一つ（俗に言う体育祭、文化祭）。コンピュータRPGの『ファイナルファンタジー』と同じ略称で混同しやすいので、毎回生徒の間で話題になる。
FF体育的活動
9月上旬ごろに山形一中グランドにおいて、二軍に分かれて騎馬戦、徒競走をはじめとする競技で優勝を争う。毎回、赤・青・から各軍いずれかを、くじで一つずつ選びA軍は〇軍、Ｂ軍は△軍と決まる。
この活動のスローガン
体育的活動では生徒にアンケートを取らせ、スローガンを決めている。2015年響鳴（きょうめい）2016年輝跡（きせき）などと基本的には当て字が多い。これにサブタイトルをつけ、ＦＦ実行委員会で実行委員全員が承諾することで成り立つ。
FF文化的活動
11月ごろに毎年指定された会場にて「合唱コンクール」がひらかれ、学年ごとに最優秀賞・優秀賞。そして一中全体の総合として学校賞が発表される。（学校賞は３年生におくられることが多く、1・２年生がそれを奪還することはごく希である。）そして、そのコンクールを行う日が創立記念日であった場合、同会場で、合唱コンクール前に記念式典が行われる。会場はほとんど山形県民会館(やまぎんホール)にて行われた。
体力別遠足
開校当初から続くまさに「一中にしかない行事」。蔵王付近の山や雁土山、トンガリ山などに登る。
過去の卒業生からの話によると、雷・台風による猛烈な風以外の場合は土砂降りでも決行するらしい。
その理由は同学校が、目的地の山までのバスを3台以上頼んでいたからである。
その結果、一中では毎年ほぼ100％延期・中止することなく予定日に「体力別遠足」を行っている。
希望の鐘
創立10周年記念として設置されたもの。平日朝8：10頃に創立年に合わせた回数で鳴らされる。初期のものは現在本校の多目的室付近の廊下に展示されている。(現在使用中なのは、二代目である。)
また、別の物として、冊子で一中の成績や行事の振り返りが記載されているものもある。
連峰
開校当初から続いている伝統ある本。中には、一年間の振り返りや、成績、クラス紹介などがある。また、作文コンクールなどで、賞を取った作品が載っている。
初期は、国語辞典ほどのサイズ(厚さ除く)であったが、今は、Ｂ5サイズの物となっている。

## 生徒会企画
生徒会スローガン
生徒会でもFF体育的活動同様、毎年スローガンを決め、その案を「生徒会総会」で全校生の承諾を得て成り立たせている。
2015年「響」、2016年「進華」、2017年「紡（つむぐ）」など1・2文字の漢字でまとめ、それにサブタイトルをつけ1年間生徒・教員全員で意識する。近年ではスローガンの覚えやすさを重視し2021年以降サブタイトルをつけない場合も増えてきている。また2022年には「絲輝彩（しきさい）」と3文字のスローガンも誕生し、校内に新たな風を吹かせている。

## 学校教育目標・スローガン
「ふるさとに誇りを持ち、学び続ける人間の育成」
スローガン「限りなき前進目指せ一中生」

## 所在地
〒990-0023 山形県山形市松波三丁目1番15号

## 生徒数・学級数
2003年度以降は『山形県学校名鑑』より出典。
| 年度                      | 男子 | 女子 | 計    | 増減 | 学級数 | 増減 | 備考       | 出典  |
| ------------------------- | ---- | ---- | ----- | ---- | ------ | ---- | ---------- | ----- |
| 1979（昭和54）年度        | 不明 | 不明 | 954   |      | 不明   | 不明 | 開校       | [ 2 ] |
| 1980（昭和55）年度        | 不明 | 不明 | 982   | +28  | 不明   | 不明 |            | [ 3 ] |
| 1981（昭和56）年度        | 不明 | 不明 | 991   | +9   | 不明   | 不明 |            | [ 4 ] |
| 1982（昭和57）年度        | 不明 | 不明 | 1,015 | +24  | 不明   | 不明 |            | [ 5 ] |
| 1983（昭和58）年度        | 不明 | 不明 | 1,027 | +12  | 不明   | 不明 |            | [ 6 ] |
| 1984（昭和59）年度        | 不明 | 不明 | 1,037 | +10  | 不明   | 不明 |            | [ 7 ] |
| 2003（平成15）年度        | 342  | 320  | 662   | -375 | 21     |      |            |       |
| 2004（平成16）年度        | 307  | 312  | 619   | -43  | 20     | -1   |            |       |
| 2005（平成17）年度        | 279  | 312  | 591   | -28  | 20     | 0    |            |       |
| 2006（平成18）年度        | 273  | 294  | 567   | -24  | 18     | -2   |            |       |
| 2007（平成19）年度        | 280  | 295  | 575   | +8   | 18     | 0    |            |       |
| 2008（平成20）年度        | 283  | 284  | 567   | -8   | 18     | 0    |            |       |
| 2009（平成21）年度        | 292  | 303  | 595   | -28  | 20     | +2   | 創立30周年 |       |
| 2010（平成22）年度        | 295  | 262  | 557   | -38  | 19     | -1   |            |       |
| 2011（平成23）年度        | 306  | 276  | 582   | +25  | 21     | +2   |            |       |
| 2012（平成24）年度        | 307  | 258  | 565   | -17  | 20     | -1   |            |       |
| 2013（平成25）年度        | 304  | 255  | 559   | -6   | 20     | 0    |            |       |
| 2014（平成26）年度        | 288  | 225  | 506   | -53  | 18     | -1   |            |       |
| 2015（平成27）年度        | 256  | 231  | 487   | -19  | 18     | 0    |            |       |
| 2016（平成28）年度        | 252  | 231  | 483   | -4   | 17     | -1   |            |       |
| 2017（平成29）年度        | 240  | 244  | 484   | +1   | 18     | -1   |            |       |
| 2018（平成30）年度        | 222  | 223  | 445   | -39  | 17     | -1   |            |       |
| 2019（平成31/令和元）年度 | 230  | 208  | 438   | -7   | 16     | -1   | 創立40周年 |       |
| 2020（令和2）年度         | 230  | 208  | 438   | 0    | 16     | 0    |            |       |
| 2021（令和3）年度         | 233  | 215  | 448   | +10  | 17     | +1   |            |       |
| 2022（令和4）年度         | 236  | 207  | 443   | -5   | 19     | +2   |            |       |
| 2023（令和5）年度         | 231  | 193  | 424   | -19  | 19     | 0    |            |       |
| 2024（令和6）年度         | 240  | 194  | 434   | +10  | 20     | +1   |            |       |
| 2025（令和7）年度         | 233  | 184  | 417   | -16  |        |      |            |       |